# Requiem for a Dream (саундтрек)
«Requiem for a Dream» (рус. Реквием по мечте) — саундтрек к фильму Даррена Аронофски «Реквием по мечте» (экранизация романа Хьюберта Селби). Выпущен в 2000 году. Композитором является Клинт Мэнселл (англ. Clint Mansell). Композиции исполнил струнный квартет «Кронос-квартет». Музыка спродюсирована Клинтом Мэнселлом, за исключением исполнений «Кронос-квартета», спродюсированных Юдитой Шерман (англ. Judith Sherman) с аранжировками для струнного квартета композитора Дэвида Лэнга (англ. David Lang), обладателя Пулитцеровской премии. Сам альбом спродюсирован Клинтом Мэнселлом и Дэвидом Харрингтоном (англ. David Harrington). Треки «Bialy & Lox Conga» и «Bugs Got a Devilish Grin Conga» написаны Brian Emrich и Theodore Birkey, исполнены The Moonrats.
Requiem for a Dream — второй саундтрек, написанный Клинтом Мэнселлом. Первый саундтрек был также написан к фильму Даррена Аронофски «Пи». По имеющимся сообщениям, «Кронос-квартет» потребовал разумный гонорар, на который согласился Аронофски. Аронофски также заявил, что эта музыка вдохновила его в процессе монтажа. Действие фильма разворачивается на протяжении трёх времён года: летом (Summer), осенью (Fall) и зимой (Winter). Так же можно поделить композиции в саундтреке. Примечательно то, что чуткие струнные инструменты, часто служившие для создания мягких и тёплых звуков, были использованы для холодных и дискомфортных звуков. Клинт Мэнселл в комментариях о работе с Дарреном Аронофски и «Кронос-квартетом» сказал: «В гомогенизированном мире брендов и массового производства, в мире, где искусство всегда в разногласии с коммерцией, невероятно приятно работать с творцами как Даррен Аронофски и „Кронос-квартет“, чьё желание идти за пределы норм, за пределы ожидаемого не сдержано желанием быть коммерчески успешными».
Эта музыка стала культовым хитом, так как саундтрек был оценён по достоинству многими музыкантами и получил широкое признание, а композиция «Lux Aeterna» и её реаранжированная версия «Requiem for a Tower» впоследствии были использованы в различных формах массовой информации (трейлеры и тизеры фильмов и сериалов, видеоигры, телепередачи, рекламные ролики и другие медиа). Саундтрек Requiem for a Dream закрепил свою популярность после издания альбома Requiem for a Dream: Remixed, содержавшего новые ремиксы, созданные Полом Окенфолдом (англ. Paul Oakenfold), Джошем Уинком (англ. Josh Wink), Джэгзом Кунером (англ. Jagz Kooner), Delerium и многими другими.

## Критика и рецензии
Nonesuch Records охарактеризовал саундтрек так: он служит для усиления широкого диапазона эмоций, которые пронизывают фильм. Отзывы большей частью были положительные. AllMusic дал альбому 4 звезды из 5, сказав, что Клинт Мэнселл объединил свою симпатию к индастриалу и электронной музыке c задумчивым, вызывающим воспоминания исполнением «Кронос-квартета» и что саундтрек соответствующе тёмный и волнующий, а также обязателен к прослушиванию. Salon.com восхвалял «ужасающий саундтрек». The Observer of the University of Notre Dame du Lac and Saint Mary’s College назвал музыку к фильму «сердцеостанавливающей». Filmcritic.com в негативной рецензии написал о «движущей, подавляющей, зловещей, безжалостной скрипке, где также барабаны как молоток и оковы заставляют повиноваться». The Independent написал: «…преследующая и настойчиво струннозаправленная музыка совмещает электронное начало с оркестровкой». Alternative Press, поставив 4 звезды из 5, написал: «… 33 виньетки биполярного щепетильного эха и машинного бульканья…». The Wire написал: «… Музыка Мэнселла пробуждает суровую нежность оригинального романа Селби… произведения огромной чувствительности, дисциплины и мысли». Алекс Годфри из Sabotage Times написал: «Меланхоличный, напряжённый, преследующий, да. Но депрессивный? Совсем нет. Для меня саундтрек Мэнселла — это пышная, тёплая и успокоительная работа, даже биты, которые заставляют вас чувствовать, что у вас приступ паники».

## «Lux Aeterna» и «Requiem for a Tower»
«Lux Aeterna» (лат. Lux Æterna — Вечный Свет) — наиболее известная композиция Клинта Мэнселла в саундтреке Requiem for a Dream. Является лейтмотивом (главным мотивом, темой). Эта предпоследняя 32-я композиция саундтрека. Популярность трека привела к активному использованию в поп-культуре вне фильма, особенно в трейлерах. Однако в трейлере фильма «Реквием по мечте» была использована не эта тема, а песня «Everloving» музыканта Моби. По содержанию схожа композиция «Summer Overture» (первая композиция саундтрека), так как в ней присутствуют элементы «Lux Aeterna».
«Lux Aeterna» была реаранжирована с использованием оркестра и хора специально для трейлера фильма «Властелин колец: Две крепости». Новую версию композиции назвали «Requiem for a Tower» (не входит ни в саундтрек «Реквиема по мечте», ни в саундтрек «Властелина колец: Две крепости»). Композицию реаранжировали Симон Беникар, Крейг Стюарт Гарфинкл, Дэниел Нильсен и Вейгар Маргейрссон. После огромного спроса у фанатов оркестровка была выпущена лейблом Corner Stone Cues в октябре 2006 года в альбоме Requiem for a Tower.
«Lux Aeterna» и её реаранжированная версия «Requiem for a Tower» стали настолько популярными, что были использованы в различных медиа: в трейлерах фильмов «Есенин», «Код Да Винчи», «Вавилон нашей эры», «Затура: Космическое приключение», «Пекло», «Я — легенда», в трейлерах сериалов «Остаться в живых», «Вспомни, что будет», «Война Стоуна», в телепередачах «Britain’s Got Talent», «America’s Got Talent», «Україна має талант», «Gillette Soccer Saturday» в 2008—2009 (канал Sky Sports), в трейлере телепередачи «Top Gear», на канале Sky Sports News, в компьютерных играх Heavy Rain, Assassin’s Creed, The Lord of the Rings: The Return of the King, Total Miner: Forge, для продвижения NASCAR, для команд Boston Celtics из NBA в сезоне 2007/2008, Colorado Avalanche из NHL в сезоне 2009/2010, Fulham Football Club, в трейлере игры «Бостон Ред Сокс» против «Нью-Йорк Янкис» в сезоне 2007 Major League Baseball и в трейлере EuroSport LIVE. Также были созданы новые ремиксы и кавер-версии.

### Кавер-версии
- G.M.S. — «Juice by GMS» из альбома No Rules (2002)
- Лил Джон — песня «Throw It Up» из альбома Kings of Crunk (2002)
- NTL — песня «Никакого просвета» из альбома «Выход» (2003)
- MaryJane — «Кто с Нами (intro)» из альбома «Эксперимент» (2008)
- Street Alliance — «Оставьте Лучшее»
- Escala — «Requiem for a Tower» из альбома Escala (2009)
- Lumaraa — «Der Beweis»
- London Music Works — «Requiem for a Tower» из альбома Requiem For A Tower | Dream (2009)[19][20]
- The London Ensemble — «Requiem for a Dream — Lux Aeterna» из альбома Requiem For A Tower | Dream (2009)[19][20]
- Noir Operandi — «Requiem for a Dream — Lux Aeterna» (2016)[21]

## Исполнители
«Кронос-квартет»
- David Harrington — скрипка
- John Sherba — скрипка
- Hank Dutt — альт
- Jennifer Culp — виолончель

The Moonrats («Bialy & Lox Conga» и «Bugs Got a Devilish Grin Conga»):
- Marcel Reginatto — саксофон, вокал
- Brian Emrich — бас-гитара, вокал
- Oscar Oñoz — труба, вокал
- Theodore Birkey — клавишные, вокал
- Hector Torres — ударные, вокал
- Darren Aronofsky — вокал

## Список композиций

### Оригинальный альбом[1][7]
| №   | Название                                                                                         | Длительность |
| --- | ------------------------------------------------------------------------------------------------ | ------------ |
| 1.  | «Summer Overture»                                                                                | 2:36         |
| 2.  | «Party»                                                                                          | 0:28         |
| 3.  | «Coney Island Dreaming»                                                                          | 1:04         |
| 4.  | «Party [2]»                                                                                      | 0:36         |
| 5.  | «Chocolate Charms»                                                                               | 0:25         |
| 6.  | «Ghosts of Things to Come»                                                                       | 1:33         |
| 7.  | «Dreams»                                                                                         | 0:44         |
| 8.  | «Tense»                                                                                          | 0:37         |
| 9.  | «Dr. Pill»                                                                                       | 0:42         |
| 10. | «High on Life»                                                                                   | 0:11         |
| 11. | «Ghosts»                                                                                         | 1:21         |
| 12. | «Crimin' & Dealin'»                                                                              | 1:44         |
| 13. | «Hope Overture»                                                                                  | 2:31         |
| 14. | «Tense [2]»                                                                                      | 0:28         |
| 15. | «Bialy & Lox Conga» (Composed By — Brian Emrich & Theodore Birkey / Performed By — The Moonrats) | 0:45         |

| №   | Название | Длительность |
| --- | --- | ------------ |
| 16. | «Cleaning Apartment»                                                                                          | 1:25         |
| 17. | «Ghosts-Falling»                                                                                              | 1:11         |
| 18. | «Dreams [2]»                                                                                                  | 1:02         |
| 19. | «Arnold» | 2:35         |
| 20. | «Marion Barfs»                                                                                                | 2:22         |
| 21. | «Supermarket Sweep»                                                                                           | 2:14         |
| 22. | «Dreams [3]»                                                                                                  | 0:32         |
| 23. | «Sara Goldfarb Has Left the Building»                                                                         | 1:17         |
| 24. | «Bugs Got a Devilish Grin Conga» (Composed By — Brian Emrich & Theodore Birkey / Performed By — The Moonrats) | 0:57         |

| №                   | Название                   | Длительность |
| ------------------- | -------------------------- | ------------ |
| 25.                 | «Winter Overture»          | 0:19         |
| 26.                 | «Southern Hospitality»     | 1:23         |
| 27.                 | «Fear»                     | 2:26         |
| 28.                 | «Full Tense»               | 1:04         |
| 29.                 | «The Beginning of the End» | 4:28         |
| 30.                 | «Ghosts of a Future Lost»  | 1:50         |
| 31.                 | «Meltdown»                 | 3:55         |
| 32.                 | «Lux Aeterna»              | 3:54         |
| 33.                 | «Coney Island Low»         | 2:13         |
| Общая длительность: | Общая длительность:        | 50:52        |

### Corner Stone Cues Presents: «Requiem For A Tower»(некоторые произведения)[22][23]
| №                   | Название | Аранжировка                              | Длительность |
| ------------------- | --- | ---------------------------------------- | ------------ |
| 1.                  | «Requiem For A Tower Mvt. II» (Composed By — Clint Mansell / Performed By — Sons of Sin Orchestra, Northwest Chapter)  | Veigar Margeirsson                       | 0:57         |
| 2.                  | «Requiem For A Tower Mvt. III» (Composed By — Clint Mansell / Performed By — Sons of Sin Orchestra, Northwest Chapter) | Simone Benyacar & Craig Stuart Garfinkle | 0:49         |
| 3.                  | «Requiem For A Tower Mvt. IV» (Composed By — Clint Mansell / Performed By — Sons of Sin Orchestra, Northwest Chapter)  | Daniel Nielsen                           | 0:41         |
| Общая длительность: | Общая длительность: | Общая длительность:                      | 2:27         |

### Requiem for a Dream: Remixed[10][24]
| №                   | Название                       | Ремикс / Композитор / Исполнитель                                                      | Длительность |
| ------------------- | ------------------------------ | -------------------------------------------------------------------------------------- | ------------ |
| 1.                  | «Tappy's Intro (Film Score)»   | Клинта Мэнселла                                                                        | 0:51         |
| 2.                  | «In The End Its All Nice»      | Remix, Producer [Additional] — Plant                                                   | 6:17         |
| 3.                  | «Ghosts In The Machine»        | Remix, Producer [Additional] — Psilonaut                                               | 6:56         |
| 4.                  | «Aeternal»                     | Remix, Producer [Additional] — Andy Gray, Пол Окенфолд                                 | 6:50         |
| 5.                  | «Seacoast Towers (Film Score)» | Клинт Мэнселл                                                                          | 0:54         |
| 6.                  | «Coney Island Express»         | Remix, Producer [Additional] — Jagz Kooner                                             | 7:09         |
| 7.                  | «Seacoast Alarm (Film Score)»  | Клинт Мэнселл                                                                          | 0:30         |
| 8.                  | «Haunted Dreams»               | Remix, Producer [Additional] — Wish FM                                                 | 6:36         |
| 9.                  | «Tense»                        | Written-By — Kronos Quartet                                                            | 0:14         |
| 10.                 | «Full Tension»                 | Remix, Producer [Additional] — Josh Wink                                               | 8:25         |
| 11.                 | «Food (Film Score)»            | Клинт Мэнселл                                                                          | 1:21         |
| 12.                 | «Deluxed»                      | Remix [Credited To], Producer [Additional] — Bill Leeb, Rhys Fulber / Remix — Delerium | 7:20         |
| 13.                 | «Island (Film Score)»          | Клинт Мэнселл                                                                          | 0:26         |
| 14.                 | «Body And Fear»                | Remix, Producer [Additional] — A Guy Called Gerald                                     | 5:48         |
| 15.                 | «112 (Film Score)»             | Клинт Мэнселл                                                                          | 1:13         |
| 16.                 | «Overturned»                   | Remix, Producer [Additional] — Ils                                                     | 5:41         |
| 17.                 | «Sara (Film Score)»            | Клинт Мэнселл                                                                          | 1:08         |
| 18.                 | «Hand Jive»                    | Remix, Producer [Additional] — Jagz Kooner                                             | 3:27         |
| 19.                 | «Arnold (Film Score)»          | Клинт Мэнселл                                                                          | 0:44         |
| 20.                 | «Ghosts (Vocal Version)»       | Written-By, Performer — Клинт Мэнселл                                                  | 4:22         |
| Общая длительность: | Общая длительность:            | Общая длительность:                                                                    | 76:12        |

## Факты
- Андерс Брейвик, по своему признанию, совершил свой теракт на острове Утёйа под композицию «Requiem for a Tower»[25][26].